# Kostel svatého Petra a Pavla (Ledeč nad Sázavou)
Děkanský kostel svatého Petra a Pavla v Ledči nad Sázavou je rozměrná jednolodní gotická stavba z doby kolem 1400, později přestavovaná, s mohutnou věží ze 16. století. Zvlášť zajímavá je klenba v lodi a její renesanční malířská výzdoba. Kostel stojí blízko řeky Sázavy, východně od náměstí.

## Historie
Kostel byl založen patrně na místě staršího kolem roku 1400, věž přistavěna po roce 1509, kdy se také přestavovala loď. Před rokem 1534 za kněze Adama Malcáta byla vestavěna renesanční kruchta, v následujícím roce dokončena věž a roku 1554 byla zaklenuta loď. Před rokem 1730 barokně opravován, vestavěna oratoř na jižní straně kněžiště. Další opravy následovaly koncem 19. století a roku 1931.

## Popis
Jednolodní pozdně gotická stavba s obdélnou lodí a polygonálně zakončeným kněžištěm a sakristií. Při severní straně lodi je kaple, k jižní stěně přiléhá hranolová věž. Kněžiště zaklenuto křížovou klenbou se žebry, hrotitá okna s plaménkovými kružbami. V severní stěně je gotické sanktuarium s původní kovanou mříží. Loď je zaklenuta pozdně gotickou valenou klenbou s dekorativními žebry z pálené hlíny. Renesanční kruchtu na západní straně nesou sloupy s arkádami. Klenba lodi, ostění oken a parapet kruchty vyzdoben renesančními malbami z roku 1554 se znaky, nápisy a ornamenty.
Hlavní oltář od Josefa Mockera je z roku 1883, boční oltáře barokní z roku 1773, stejně jako kazatelna a zpovědnice. Na oltáři P. Marie v boční kapli je gotická soška z doby kolem 1420. Na stěnách kněžiště visí obraz sv. Petra a Pavla ze staršího oltáře (konec 18. století) a obraz P. Marie z druhé poloviny 17. století s donátory. Pozdně gotická křtitelnice je z roku 1518. Na severní stěně lodi je náhrobek Zdeňka Meziříčského (1566), v jižní předsíni dva renesanční náhrobky se znaky.

## Zajímavosti
Jednou ze zajímavostí kostela jsou „hlavičky“ na konzolách v presbytáři. Vrcholně gotické žebroví presbytáře je na dvou místech proti sobě ukončeno konzolami s pozoruhodnými obličeji. Velikost obličeje na konzole je přibližně 20–30 centimetrů. Při pohledu směrem od obětního stolu se obličej po pravé straně usmívá a obličej naproti (na levé straně) se mračí. Přesný výraz hlaviček je plně viditelný pouze při jejich bodovém nasvícení. Hlavně výraz hlavičky symbolizující radost není při současném osvětlení kostela zřetelný.
Další z pozoruhodností děkanského kostela sv. Petra a Pavla je železný kruh umístěný vpravo od portálu postranního vchodu pod věží. Jedná se nejspíše o tzv. kostelní pranýř, které byly ve středověku velmi často umísťovány vedle vchodu do kostela. Ke kostelnímu pranýři byly přivazovány „padlé“ dívky za účelem pokání. Tento kruh o průměru 10 centimetrů je pevně ukotven ve zdi přibližně 130 centimetrů nad zemí. Vzhledem k tomu, že okolí kostela v Ledči bylo proti současnému stavu asi o třicet centimetrů pod současnou úrovní dlažby, byl tento pranýř umístěn ve výšce nejspíše kolem 160 – 180 centimetrů. V Ledči byl tento kruh zasazen do zdi nejspíše v 16. století při výstavbě chrámu. Na barokních sakrálních stavbách ale tyto pranýře již téměř nenajdeme. Počátkem 17. století totiž přestává být dávání na pranýř aktuální a většina těchto kruhů ze zdí kostelů mizí. Proto je pozoruhodné, že v Ledči se i přes veškeré opravy do dnešní doby zachoval.

## Galerie

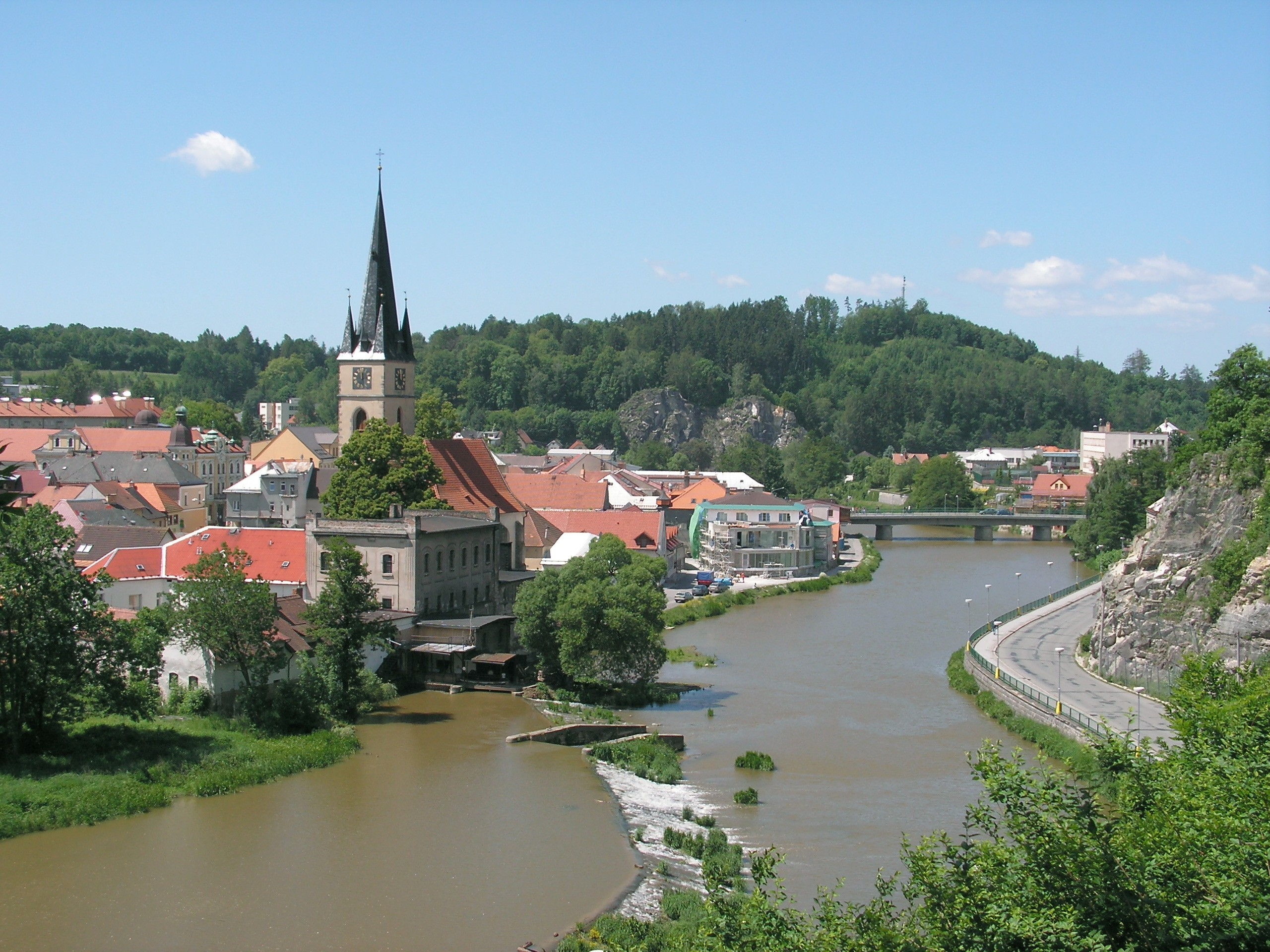
Pohled od železniční zastávky Horní Ledeč
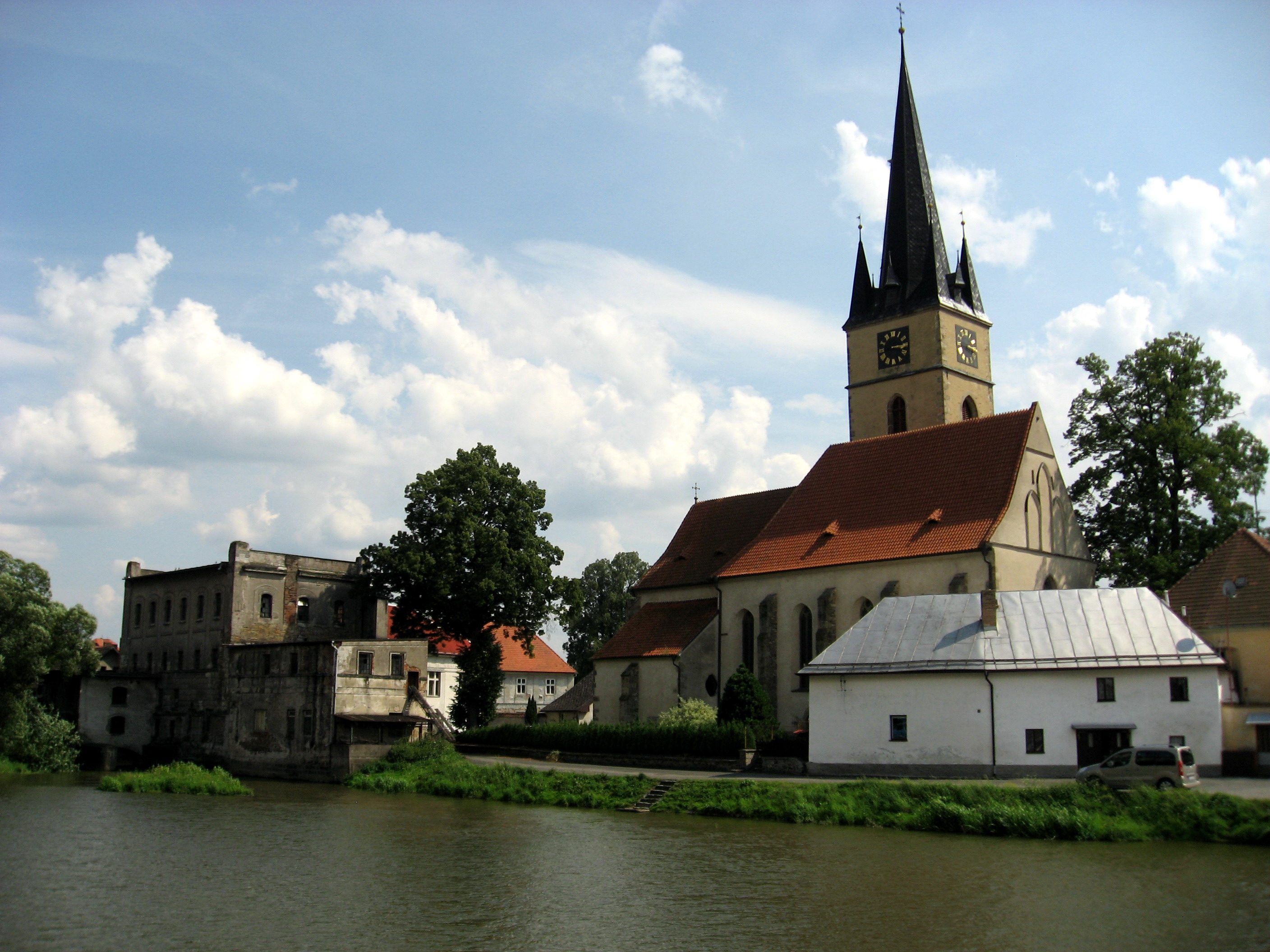
z mostu
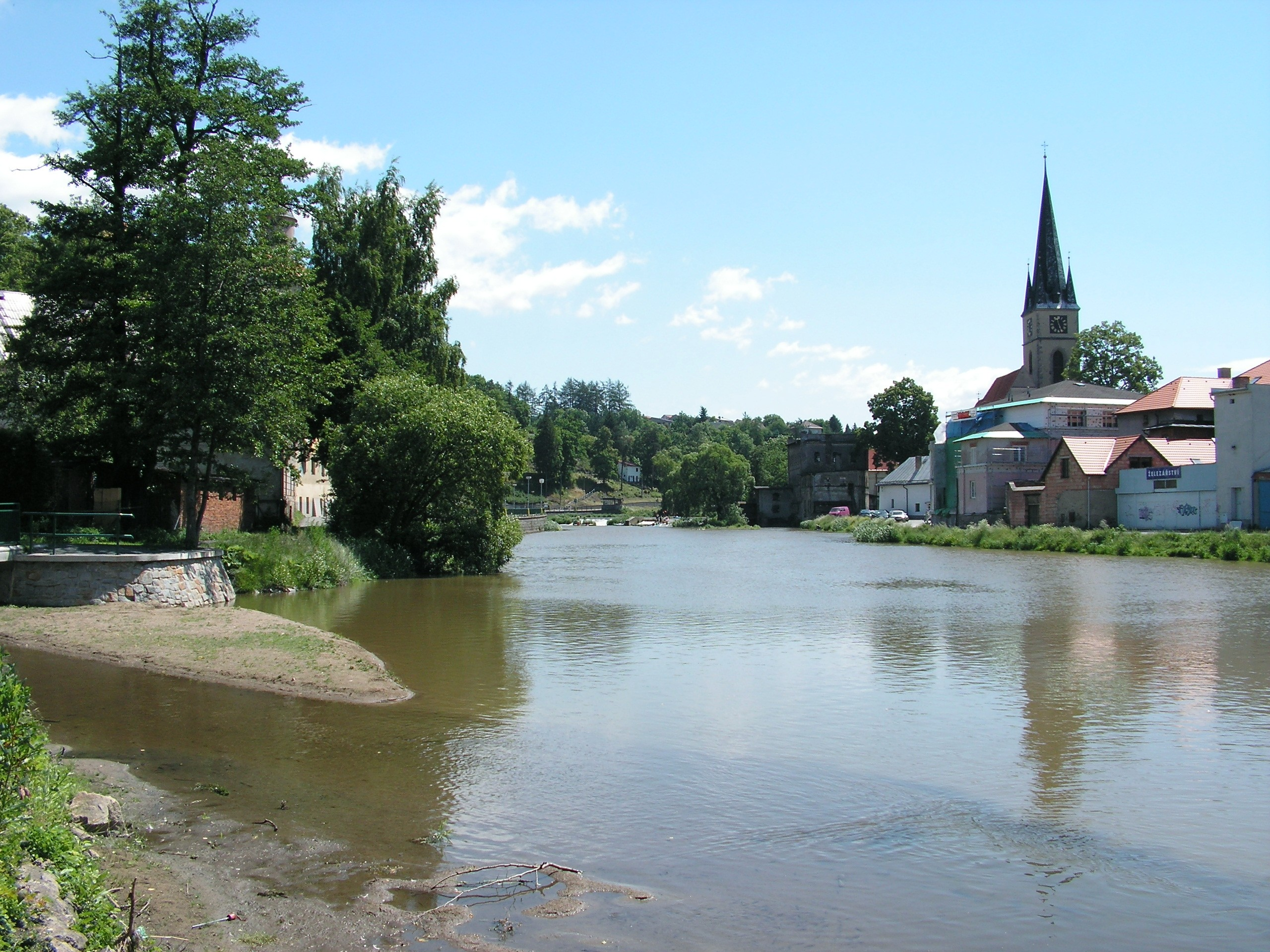
Ústí Olešenského potoka do Sázavy
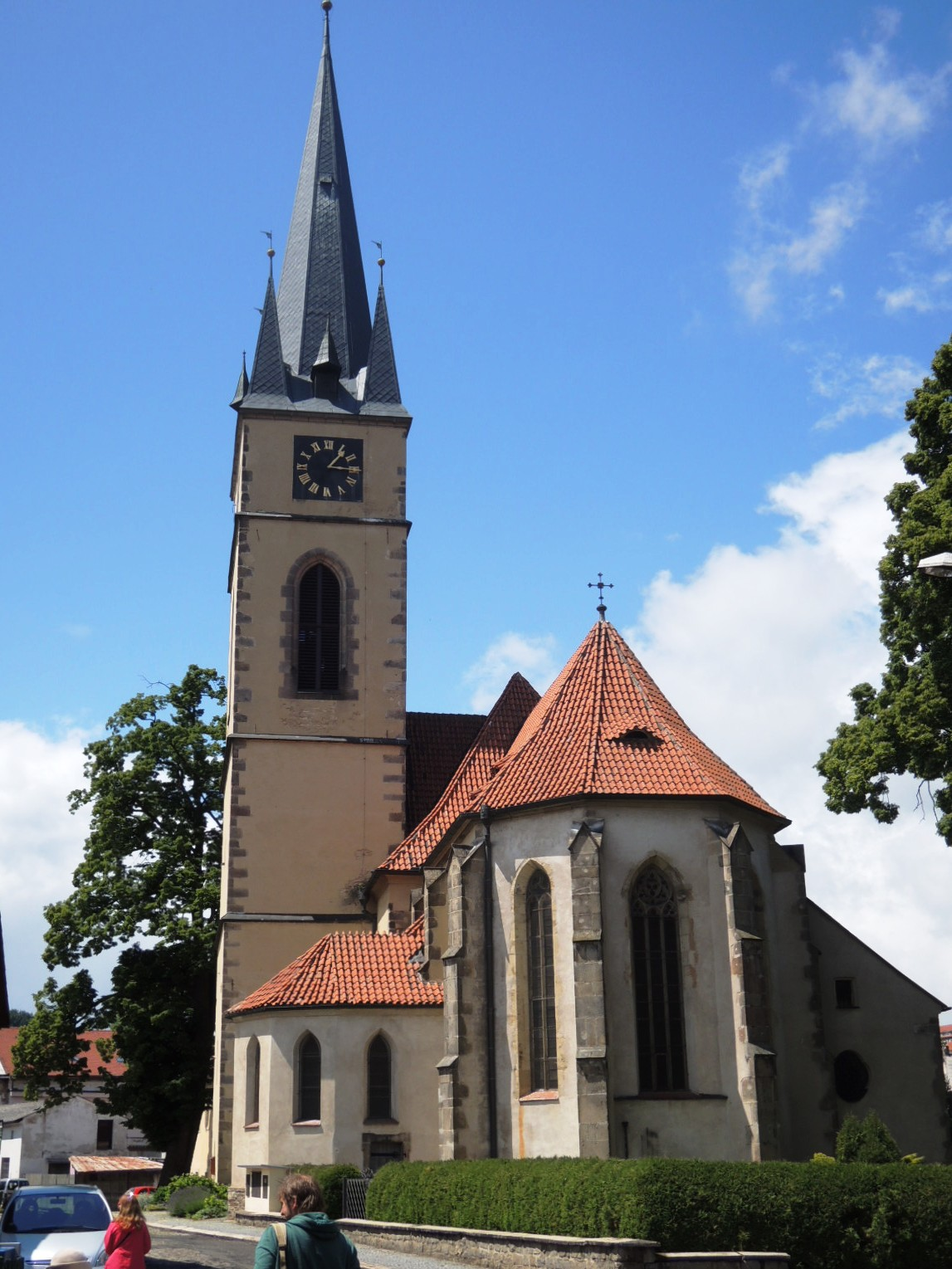
Kostel sv. Petra a Pavla od východu